# NOS4A2
NOS4A2 (pronuncia-se Nosferatu) é uma série de televisão dramática de terror sobrenatural americana, baseada no romance homônimo de Joe Hill de 2013, foi exibido no AMC de 2 de junho de 2019 a 23 de agosto de 2020. A série foi criada por Jami O'Brien e estrelada por Ashleigh Cummings, Zachary Quinto, Jahkara Smith, Ólafur Darri Ólafsson, Virginia Kull e Ebon Moss-Bachrach . A série trata de um artista da classe trabalhadora que usa habilidades sobrenaturais para rastrear um ser imortal, que ataca crianças. Em agosto de 2020, a série foi cancelada após a segunda temporada.

## Premissa
NOS4A2 acompanha Victoria "Vic" McQueen, uma jovem artista da classe trabalhadora que descobre ter habilidade sobrenatural para rastrear o aparentemente imortal Charlie Manx. Manx se alimenta das almas das crianças e, em seguida, deposita o que resta delas na Christmasland - uma aldeia natalina distorcida imaginada por Manx onde todos os dias é Natal e a infelicidade é contra a lei. Vic deve se esforçar para derrotar Manx e resgatar suas vítimas - sem perder a cabeça ou ser vítima dela mesma.

## Elenco e personagens

### Principal
- Ashleigh Cummings como Victoria "Vic" McQueen
- Ólafur Darri Ólafsson como Bing Partridge
- Jahkara J. Smith como Margaret "Maggie" Leigh
- Ebon Moss-Bachrach como Christopher "Chris" McQueen
- Virginia Kull como Linda McQueen
- Zachary Quinto como Charlie Manx
- Ashley Romans como Tabitha Hutter (temporada principal 2; temporada recorrente 1) [3]
- Jonathan Langdon como Lou Carmody (principal temporada 2; ator convidado na primeira temporada)
- Mattea Conforti como Millie Manx (temporada principal 2; temporada recorrente 1)

### Recorrente
- Dalton Harrod como Craig
- Asher Miles Fallica como Daniel Moore
- Chris McKinney como o xerife Bly
- Rarmian Newton como Drew Butler
- Karen Pittman como Angela Brewster
- Paulina Singer como Willa Brewster
- Darby Camp como Haley Smith
- Judith Roberts como Jolene
- Jason David como Bruce Wayne McQueen (2ª temporada)
- Paul Schenider como Jonathan Beckett, o "Homem da Ampulheta" (2ª temporada)

## Episódios
| Temporada | Temporada | Episódios | Episódios | Originalmente exibido | Originalmente exibido |
| Temporada | Temporada | Episódios | Episódios | Estreia da temporada  | Final da temporada    |
| --------- | --------- | --------- | --------- | --------------------- | --------------------- |

### Temporada 1 (2019)
A temporada completa esteve disponível em 2 de junho de 2019, por meio do serviço sob demanda da AMC, AMC Premiere.

## Produção
Em 8 de dezembro de 2015, foi anunciado que a AMC havia colocado em desenvolvimento uma adaptação para a série de televisão do romance NOS4A2 de Joe Hill. Foi relatado que uma busca estava em andamento por um escritor para escrever a adaptação. As produtoras envolvidas na série foram definidas para incluir The Tornante Company e AMC Studios. Em 31 de maio de 2017, foi anunciado que a AMC havia aberto uma sala de roteiristas para a série. Jami O'Brien lidera a sala de escritores e produção executiva ao lado de Hill.
Em 10 de abril de 2018, foi anunciado que a AMC havia dado à produção um pedido de série para uma primeira temporada consistindo de dez episódios. Além disso, foi relatado que O'Brien serviria como showrunner e que Lauren Corrao seria uma produtora executiva.
Embora a série se passe em Haverhill, Massachusetts, foi filmada em vários locais em Rhode Island, incluindo o Cranston Street Armory .
Em 30 de março de 2019, foi anunciado que a série iria estrear em 2 de junho de 2019.
Em 20 de julho de 2019, enquanto estava na San Diego Comic-Con, foi anunciado que a AMC havia renovado a série para uma segunda temporada. A segunda temporada terminou as filmagens em janeiro de 2020 e estreou em 21 de junho de 2020. As avaliações tiveram uma queda enorme durante a segunda temporada, ficando em cerca de metade do que eram durante a primeira temporada.  Em 31 de agosto de 2020, AMC cancelou a série após duas temporadas.

### Elenco
Em 27 de junho de 2018, foi anunciado que Ólafur Darri Ólafsson, Virginia Kull e Ebon Moss-Bachrach haviam sido escalados para os papéis principais. Em 5 de julho de 2018, foi relatado que Jahkara Smith havia se juntado ao elenco em uma capacidade recorrente. Em 28 de agosto de 2018, foi anunciado que Karen Pittman havia sido escalada para um papel recorrente. Em 13 de setembro de 2018, foi relatado que Zachary Quinto e Ashleigh Cummings haviam sido escalados para os dois papéis principais da série, Charlie Manx e Vic McQueen, respectivamente. Em 12 de outubro de 2018, foi anunciado que Rarmian Newton e Darby Camp se juntaram ao elenco em uma capacidade recorrente. Em 17 de dezembro de 2018, foi relatado que Ashley Romans apareceria em um papel recorrente.

## Liberação

### Marketing
Em 20 de dezembro de 2018, uma imagem promocional da série foi lançada com Zachary Quinto no personagem Charlie Manx.

### Pré estreia
A série teve sua estreia mundial durante o festival de cinema South by Southwest de 2019 em Austin, Texas, em março de 2019, como parte da série de exibições "Episodic Premieres" do festival. O primeiro episódio estreou no AMC em 2 de junho de 2019. Embora a AMC transmitisse os episódios por um período de nove semanas, ela disponibilizou a série inteira para streaming online imediatamente em sua plataforma AMC Premiere.

## Recepção

### Resposta da crítica
Para a primeira temporada, o site agregador de resenhas Rotten Tomatoes relatou uma taxa de aprovação de 69% com uma pontuação média de 6,6 / 10, com base em 29 análises. O consenso crítico do site diz: "Embora Nos4a2 se esforce para construir a atmosfera necessária para realizar sua ambiciosa premissa, ela captura o espírito do trabalho singular de Joe Hill e fornece um novo psicopata para Zachary Quinto cravar seus dentes." O Metacritic, que usa uma média ponderada, atribuiu uma pontuação de 47 em 100 com base em nove críticas, indicando "avaliações mistas ou médias".
Para a segunda temporada, o site agregador de resenhas Rotten Tomatoes relatou uma taxa de aprovação de 75% com uma pontuação média de 5,37 / 10, com base em 8 análises.